# Modest Serra i Gonzàlez

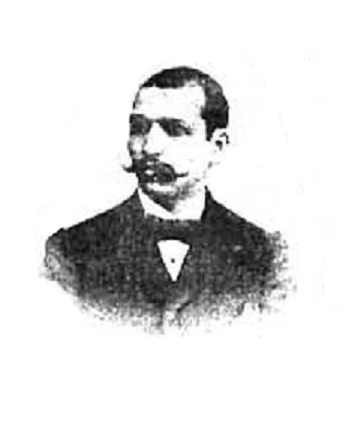
Modest Serra 1895

Modest Serra i Gonzàlez (* 26. Juli 1873 in Barcelona; † 28. September 1962 in Barcelona) war ein katalanischer Komponist, Pianist und Musikpädagoge.  Als Klavierstudent und -lehrer am Conservatori del Liceu war Serra genau wie sein älterer Bruder Pere Serra i Gonzàlez Teil der Katalanischen Pianistenschule.
Serra studierte am Conservatori del Liceu in Barcelona und erwarb 1895 einen Abschluss im Fach Klavier. Drei Jahre zuvor hatte er damit begonnen, selbst am Liceu zu unterrichten. Später erhielt er den Lehrstuhl für das Fach Klavier und behielt diesen bis zum Ende der 1950er Jahre. Einer seiner zahlreichen Schüler war der Komponist und Pianist Frederic Mompou. Als Komponist schrieb Serra zahlreiche Stücke für Klavier, Chorwerke, Sinfonien, eine Fabel und einige Sardanas.

## Werke
- A la popular (1945), katalanisches Lied für Singstimme und Klavier
- A posta de sol, für Violoncello
- Arabesca, für Klavier
- Aromas silvestres, für Klavier zu vier Händen (enthält: Gavota, Canción de cuna, Sardana, Al despertar, Serenata, Pavana, Danza de niños, Minueto)
- Autómatas, für Klavier
- Cançoneta, für Violine und Klavier
- Concierto en fa, für zwei Klaviere
- Concierto en la menor (1943), für zwei Klaviere
- El conte de tardor, visió musical (1906), mit Texten von Xavier Viura (formà part del cicle de Visions musicals de la Sala Mercè de Lluís Graner i Arrufí)
- Flores de España (1945), für Klavier (comprèn Andalucía, Aragón, Morisca)
- Modestos pasatiempos, für Klavier
- Murmullos (1945)
- Pastorel·la
- La pinteta d'or, visió musical en tres quadres per a teatre d'infants (1911), mit Texten von Manuel Marinel·lo
- Pluja menuda = Lluvia menuda, für Klavier
- Rondó en sol major (1943), für zwei Klaviere
- Satán, Walzer
- Sonata für Klavier und Violoncello (1950)
- Sonata en mi bemoll, für Klavier
- Sonata en mi menor, für Klavier
- Sonata en re menor (1945), für Klavier und Violine
- Tarantela en mi menor (1945)

- Einfaches Arrangement für Klavier von L'Africana, einer Oper von Giacomo Meyerbeer
- Harmonisation für die Cobla La dansa de l'Espunyolet (1908)

### Sardanas
- Bell Montseny
- Cel blau
- Joventut (1907)
- Records de Montserrat (<1930)
- Somni d'or
- Vida